# Tudorkowice
Tudorkowice (ukr. Тудорковичі, Tudorkowyczi) – wieś na Ukrainie, w obwodzie lwowskim, w rejonie szeptyckim, w hromadzie Sokal. W 2001 roku liczyła 513 mieszkańców.
W latach 1951-1991 miejscowość nosiła nazwę Fedoriwci (ukr. Федорівці).

## Historia
Wieś położona w powiecie bełskim województwa bełskiego była własnością kanclerza Jerzego Ossolińskiego w 1645, w 1739 roku należała do klucza Uhrynów Lubomirskich.
Na początku XX wieku właścicielem dóbr tabularnych był Eustachy Rylski.
W II Rzeczypospolitej do 1934 samodzielna gmina jednostkowa. Następnie należała do zbiorowej wiejskiej gminy Chorobrów w powiecie sokalskim w woj. lwowskim. Po wojnie wieś weszła w skład powiatu hrubieszowskigo w woj. lubelskim. W 1951 roku wieś wraz z niemal całym obszarem gminy Chorobrów została przyłączona do Związku Radzieckiego w ramach umowy o zamianie granic z 1951 roku.